# Pimpinella tirupatiensis
Pimpinella tirupatiensis är en flockblommig växtart som beskrevs av Nambiyath Puthansurayil Balakrishnan och Chirayathumadom Venkatachalier Subramanian. Pimpinella tirupatiensis ingår i släktet bockrötter, och familjen flockblommiga växter. Inga underarter finns listade i Catalogue of Life.